# Bandeira do Yukon

Bandeira do Yukon.

A Bandeira do território do Yukon, no Canadá, é uma tricolor verde, branca e azul com o brasão de armas do Yukon no centro acima de uma coroa de flores, a flor territorial. Uma bandeira oficial para o Yukon foi criada durante a década de 1960, a década em que a bandeira nacional do Canadá foi escolhida, assim como várias outras bandeiras provinciais foram criadas. A bandeira do Yukon foi oficialmente selecionada em uma competição de design em 1967 que ocorreu em todo o território, o design vencedor foi adotado em 1 de março de 1968.

## História
A bandeira do Yukon foi oficialmente adotada em 1 de março de 1968. A bandeira foi escolhida de uma competição em todo o território como parte das comemorações do Centenário do Canadá em 1967. A competição foi patrocinada pela seção de Whitehorse da Royal Canadian Legion. Um prêmio de C $ 100 foi oferecido ao design vencedor. Um projeto do protótipo foi enviado a Ottawa para uma descrição heráldica adequada. Um especialista em Ottawa enviou de volta uma versão alterada do desenho da bandeira submetida. O comitê em Whitehorse, no entanto, manteve o desenho original. A bandeira foi adotada pela "Portaria da Bandeira", concedida em 1º de dezembro de 1967.

## Design

### Simbolismo
A bandeira é dividida em três painéis coloridos:
- O verde representa as florestas do Yukon
- O branco representa a neve
- O azul representa os lagos e rios do Yukon

No centro da parte branca está o brasão de armas do Yukon, acima de uma coroa de flores está o emblema floral do Yukon. A crista do brasão de armas é um cão de trenó da raça malamute-do-alasca de pé sobre um monte de neve, essa raça é comumente usada a trabalho no Yukon. O escudo do brasão de armas contém no alto, uma cruz de São Jorge.